# 朝志雄亮賀
朝志雄 亮賀（あさしゆう りょうが、1994年8月8日 - ）は、三重県志摩郡磯部町（現在の志摩市）出身で、高砂部屋所属の現役大相撲力士。本名は村田 亮（むらた りょう）。身長184.0cm、体重165kg。最高位は西十両13枚目（2021年9月場所）。

## 来歴

### アマチュア時代
志摩市立磯部小学校1年次から、地元の道場（志友館相撲道場）で相撲を始めた。志摩市立磯部中学校を経て高校は金沢市立工業高校へ進学したが、1年次に左膝前十字靭帯断裂の大怪我をした。2年次から試合に復帰したものの、3年次に同じ部位を再び負傷した。このため、高校卒業後の大相撲入りを希望していたものの、周囲の賛同は得られずに断念した。高校卒業後は東洋大学法学部企業法学科に進学した。大学の同期には、のちに大相撲でも同期生となる若隆景（本名：大波渥、荒汐部屋）がいた。4年次には主将を務め、全国学生相撲選手権大会団体優勝・個人3位などの実績を残し、大相撲の三段目最下位格付出資格を得た。大学時代の個人タイトルは3個である。

### 大相撲入門後
大学卒業後は、在学中に15代若松（元幕内・朝乃若）から勧誘を受けていたことや、同郷の三重県出身力士（朝玉勢）が所属しているという理由で高砂部屋に入門し、2017年3月場所で初土俵を踏んだ。三段目100枚目格付出となった初土俵の場所は4連勝で勝ち越し、10日目の5番相撲では当場所同時に三段目100枚目格付出で初土俵を踏んだ若隆景と対戦し、これに勝ち5連勝とした。翌11日目の6番相撲で木瀬乃若に敗れたが、この場所は6勝1敗と大きく勝ち越した。翌5月場所は7戦全勝として三段目の優勝決定戦に臨んだが、若隆景に敗れて三段目優勝を逃した。続く7月場所からは幕下に番付を上げて、後述の怪我を負うまでの間は幕下に定着していた。西幕下16枚目まで番付を上げた同年9月場所で、入門後初めての負け越しを経験した。2018年1月場所で初めて幕下1桁台に在位し、内規上十両昇進の可能性が窺える番付で臨んだ。当場所は負け越したが、3月場所と5月場所は連続で勝ち越し、7月場所では西幕下筆頭まで番付を上げた。勝ち越せば十両昇進が濃厚とされていたが、5日目の3番相撲で右膝に内側側副靭帯損傷・前十字靭帯部分断裂の大怪我を負い、6日目から休場となった。なお、6日目には初めて十両力士（東十両14枚目の誉富士）との対戦が組まれていたが、これは不戦敗となった。翌9月場所から3場所連続で休場して手術を受け、2019年3月場所から序二段の番付で土俵に復帰したが、2番目の相撲で右膝の怪我を悪化させたため、3日目から再び休場した。序ノ口に落ちた7月場所は、7番相撲の勝南桜（当時・服部桜）戦のみに出場し勝利した。
右膝の怪我からの復帰場所となった翌2019年9月場所は、「この番付では負けられない」と幕下上位を経験した意地を見せて7戦全勝で序ノ口優勝。続く11月場所も序二段で7戦全勝としたが、北天海に優勝決定戦で敗れた。その後も勝ち越しを続け、2021年1月場所以降は幕下1桁台へと番付を戻した。同年7月場所では東幕下5枚目で6勝1敗と大きく勝ち越し、場所後の番付編成会議により、翌9月場所での新十両昇進が決定した。十両昇進に際して行った記者会見では、大怪我をして一度序ノ口まで番付を下げてから関取の地位を掴んだ理由を「腐らずに上を見て稽古に精進してきた結果だと思います」と述べ、7月場所で新小結に昇進した元チームメイトの若隆景に「1日でも早く追いつきたい」と語った。

### 新十両昇進後
入門当初は本名を四股名としていたが、2021年9月場所の新十両を機に「朝志雄 亮賀」の四股名を名乗った。高砂部屋伝統の「朝」、出身地の志摩と出身道場の志友館から「志」、志友館の友を「雄々しい」という意味に変えた。さらには金沢市立工業高－東洋大の恩師である浜野文雄監督の名から「雄」をもらったと言う。下の名は、字画を見て改名した。しかし、新十両で迎えた9月場所は1勝14敗で、1場所で幕下に陥落した。続く11月場所は西幕下12枚目まで番付を落とし、3勝4敗と負け越し。2022年1月場所で5勝2敗と3場所ぶりに勝ち越したものの、右膝の靱帯を断裂していたことが判明。2月14日に手術を受け、3月場所から4場所連続で全休となった。怪我からの復帰場所となった11月場所では西序二段60枚目まで番付を落としたが、7戦全勝で序二段優勝を果たした。

## 主な成績
2025年7月場所終了現在

### 通算成績
- 通算成績：176勝110敗72休（50場所）

### 各段優勝
- 序二段優勝1回（2022年11月場所）
- 序ノ口優勝1回（2019年9月場所）

### 場所別成績
| | 一月場所 初場所（東京）   | 三月場所 春場所（大阪） | 五月場所 夏場所（東京）   | 七月場所 名古屋場所（愛知） | 九月場所 秋場所（東京）   | 十一月場所 九州場所（福岡） |
| --- | ------------------------- | ----------------------- | ------------------------- | --------------------------- | ------------------------- | --------------------------- |
| 2017年 （平成29年） | x                         | 三段目付出100枚目 6–1   | 東三段目39枚目 7–0        | 東幕下27枚目 5–2            | 西幕下16枚目 3–4          | 西幕下22枚目 6–1            |
| 2018年 （平成30年） | 東幕下8枚目 3–4           | 東幕下13枚目 5–2        | 東幕下7枚目 6–1           | 西幕下筆頭 0–3–4            | 東幕下32枚目 休場 0–0–7   | 西三段目12枚目 休場 0–0–7   |
| 2019年 （平成31年 /令和元年） | 西三段目73枚目 休場 0–0–7 | 西序二段33枚目 1–2–4    | 東序二段78枚目 休場 0–0–7 | 東序ノ口26枚目 1–0–6        | 東序ノ口27枚目 優勝 7–0   | 東序二段16枚目 7–0          |
| 2020年 （令和2年） | 東三段目21枚目 5–2        | 西幕下57枚目 6–1        | 感染症拡大 により中止     | 西幕下24枚目 4–3            | 西幕下16枚目 4–3          | 東幕下12枚目 4–3            |
| 2021年 （令和3年） | 東幕下8枚目 4–3           | 西幕下6枚目 4–3         | 西幕下3枚目 3–4           | 東幕下5枚目 6–1             | 西十両13枚目 1–14         | 西幕下12枚目 3–4            |
| 2022年 （令和4年） | 東幕下20枚目 5–2          | 東幕下10枚目 休場 0–0–7 | 西幕下50枚目 休場 0–0–7   | 西三段目30枚目 休場 0–0–7   | 東三段目90枚目 休場 0–0–7 | 西序二段60枚目 優勝 7–0     |
| 2023年 （令和5年） | 東三段目61枚目 2–2–3      | 西序二段筆頭 6–1        | 西三段目32枚目 6–1        | 東幕下50枚目 6–1            | 東幕下21枚目 5–2          | 東幕下12枚目 3–4            |
| 2024年 （令和6年） | 西幕下19枚目 2–5          | 東幕下33枚目 3–4        | 西幕下42枚目 4–3          | 東幕下33枚目 2–5            | 東幕下52枚目 3–4          | 西三段目3枚目 5–2           |
| 2025年 （令和7年） | 西幕下40枚目 6–1          | 東幕下15枚目 2–5        | 東幕下27枚目 3–4          | 東幕下35枚目 5–2            | x                         | x                           |
| 各欄の数字は、「勝ち-負け-休場」を示す。 優勝 引退 休場 十両 幕下 三賞：敢=敢闘賞、殊=殊勲賞、技=技能賞 その他：★=金星 番付階級：幕内 - 十両 - 幕下 - 三段目 - 序二段 - 序ノ口 幕内序列：横綱 - 大関 - 関脇 - 小結 - 前頭（「#数字」は各位内の序列） |                           |                         |                           |                             |                           |                             |

## 改名歴
- 村田 亮（むらた りょう）2017年3月場所 - 2021年7月場所
- 朝志雄 亮賀（あさしゆう りょうが）2021年9月場所 -